# Camellia megasepala
Camellia megasepala är en tvåhjärtbladig växtart som beskrevs av Hung T. Chang och Trin Ninh. Camellia megasepala ingår i släktet Camellia och familjen Theaceae. Inga underarter finns listade i Catalogue of Life.